# I Lombardi alla prima crociata
I Lombardi alla prima crociata (De Lombarden op de eerste kruistocht) is een opera (dramma lirico) in vier bedrijven van Giuseppe Verdi op een Italiaans libretto van Temistocle Solera, gebaseerd op een episch gedicht van Tommaso Grossi. De première vond plaats in het Teatro alla Scala in Milaan op 11 februari 1843.
Nadat de opera was herzien werd ze als Jérusalem in 1847 in Parijs uitgevoerd.
Verdi droeg de partituur op aan Marie Louise van Oostenrijk, die een paar weken na de première stierf.

## Achtergrond
Deze opera zou een politieke opera zijn, waarin Verdi diverse politieke plots uit zijn tijd zou hebben geparafraseerd. Net als bij Verdi’s vorige opera Nabucco is er weinig overgeleverd over de oorsprong van het werk. Er bestaan geen papieren bewijzen van onderhandelingen die Verdi gevoerd moet hebben met La Scala, hoewel er een gerucht was dat na het grote succes van Nabucco ene Merelli (de impresario aldaar) de componist op discrete wijze de honorering zou hebben betaald, en dat Verdi daarbij ook een bedrag kreeg voor zijn toekomstige echtgenote, Giuseppina Strepponi. Er is ook geen correspondentie bekend tussen Verdi en zijn librettist Temistocle Solera. Ze waren beiden in Milaan gedurende de periode waarin Verdi het werk schreef (de eerste helft van 1842) en als we Verdi's latere uitlatingen mogen geloven veranderde hij erg weinig aan Solera’s originele schetsen. De opera werd door de religieuze censors in Milaan argwanend bekeken, maar uiteindelijk hoefden slechts een paar kleine wijzigingen te worden doorgevoerd om tot acceptatie te komen. De eerste opvoering was een groot succes, met een rolbezetting die onder andere Giovanni Severi (Arvino), Prosper Dérivis (Pagano), Carlo Guasco (Oronte) en Erminia Frezzolini (Giselda) had. Voor een latere uitvoering in Senigallia in juli 1843 componeerde Verdi een nieuw cabaletta in het tweede bedrijf voor Antonio Poggi (als Oronte). Een herziene Franse versie van de opera werd opgevoerd onder de titel Jérusalem in Parijs in 1847.

## Rolverdeling
- Arvino, zoon van de heer van Folco
en aanvoerder van de kruisvaarders - tenor
- Pagano/kluizenaar, de andere zoon van de heer van Folco - bas
- Viclinda, de echtgenote van Arvino - sopraan
- Giselda, de dochter van Arvino - sopraan
- Oronte, de zoon van Acciano, heerser over Antiochië - tenor
- Acciano, heerser over Antiochië - tenor
- Sofia, echtgenote van Acciano - sopraan
- Pirro, Arvino's stalmeester - bas
- Een Milanees overste - tenor
- Monniken, paleiswachters, kruisvaarders, pelgrims, nonnen, haremdames, soldaten - koor

## Synopsis

### Eerste bedrijf: de wraak
Toneel 1
De twee zonen van de heer van Folco, Pagano en Arvino, streden achttien jaar geleden om de hand van Viclinda. Pagano probeerde daarbij Arvino te doden, en werd daarom verbannen. Hij is nu teruggekeerd en belooft op het plein voor de kerk van Sant'Ambrogio openlijk vrede en verzoening, in het bijzijn van Viclinda (nu Arvino’s echtgenote) en hun dochter Giselda. In werkelijkheid begeert hij Viclinda echter nog steeds. (aria: "Sciagurata! hai tu creduto"). Hij plant in het geheim opnieuw een aanslag op zijn broer.
Toneel 2
Viclinda en Giselda maken zich bezorgd over Pagano’s ommekeer. Arvino vraagt hen over zijn oude vader te waken, die de nacht in Arvino’s vertrekken doorbrengt. Giselda bidt (aria: "Salve Maria").
Toneel 3
Pirro, Pagano en zijn huurmoordenaars steken het paleis in brand en bestormen het. Doordat het zicht in de duisternis door de rook slecht is vermoordt Pagano zijn vader, terwijl hij denkt Arvino in zijn kamer te hebben neergestoken. Hij bemerkt zijn vergissing pas als Arvino plotseling binnenkomt. Pagano wordt overmeesterd en wederom verbannen.

### Tweede bedrijf: de man van de grot
Toneel 1
In Antiochië maakt Acciano samen met een aantal medestanders plannen voor de verdediging van de stad tegen de oprukkende kruisvaarders. Op de een of andere manier zijn zij erin geslaagd Giselda gevangen te nemen. Oronte, Acciano’s zoon, is verliefd op haar geworden (aria: "La mia letizia infondere"). Sofia, zijn moeder, die heimelijk bekeerd is tot het christelijk geloof, ziet Giselda als een middel om haar zoon eveneens te bekeren (aria: "Come poteva un angelo").
Toneel 2
In een grot in de woestijn buiten Antiochië wacht een kluizenaar (Pagano) op de komst van de kruisvaarders. Pirro, die het vertrouwen heeft weten te winnen van Acciano en de poort van Antiochië bewaakt nadert en vraagt de kluizenaar, die hij niet herkent als Pagano, hoe hij van zijn zonden verlost kan worden, waarop deze antwoordt dat hij dan de poorten voor de kruisvaarders moet openen. Vervolgens arriveren de kruisvaarders bij de grot. Pagano verneemt dat Arvino's dochter door Acciano gevangen is genomen. Hij verzekert hen dat ze er in zullen slagen Antiochië in te nemen.
Toneel 3
De dames in de harem van Acciano bezingen het geluk van Giselda, omdat zij Orontes belangstelling heeft weten te wekken. Als Giselda bidt (aria: "Oh madre, dal cielo") wordt door geschreeuw duidelijk dat de kruisvaarders in aantocht zijn. Sofia stormt binnen en vertelt dat zowel Acciano als Oronte zijn gedood. Arvino komt binnen met de kluizenaar. Sofia zegt dat Arvino de moordenaar is van haar echtgenoot en haar zoon.

### Derde bedrijf: de bekering
Toneel 1
De kruisvaarders hebben hun kamp opgeslagen in het dal van Josafat. Als Giselda zich verwijdert van de tent van haar vader en het kamp loopt zij plotseling de dood gewaande Oronte tegen het lijf, die weliswaar ernstig gewond is, maar niet dood. Zij besluiten samen te vluchten (duet: "Oh belle, a questa misera").
Toneel 2
Arvino is woedend over het verraad van zijn dochter. Soldaten komen zijn tent binnen en vertellen dat Pagano in het kamp gezien is. Zij eisen dat hij gevangen wordt genomen en terechtgesteld. Arvino stemt toe.
Toneel 3
Giselda en Oronte vluchten naar de grot. Oronte is dodelijk gewond en Giselda beklaagt zich over Gods wreedheid. De kluizenaar doopt de stervende Oronte, die Giselda belooft dat ze elkaar in de hemel weer terug zullen zien (trio: "Qual volutta trascorrere").

### Vierde bedrijf: het heilige graf
Toneel 1
Giselda krijgt in haar droom een visioen: Oronte verschijnt en voorspelt dat kruisvaarders bij de bron van Siloë water zullen vinden om weer aan te sterken. (aria: "In cielo benedetto"). Giselda onwaakt en bezingt haar visioen (aria: "Qual prodigio . . . Non fu sogno!").
Toneel 2
De kruisvaarders en de pelgrims zijn wanhopig omdat God hen in de steek schijnt te hebben gelaten en zij denken dat ze in de woestijn zullen omkomen van de dorst ("O signore, dal tetto natio"). Giselda komt hun het wonderbaarlijke nieuws van de bron brengen en de kruisvaarders herwinnen hun vertrouwen na weer te zijn aangesterkt. Arvino is ervan overtuigd dat zij nu Jeruzalem zullen innemen.
Toneel 3
De kluizenaar, die ernstig gewond is geraakt, wordt naar Giselda en Arvino gebracht. Daar onthult hij wie hij in werkelijkheid is. Hij bekent zijn schuld aan zijn vaders dood en vraagt Arvino om vergeving. Die wordt hem geschonken, en in het zicht van Jeruzalem sterft Pagano. De kruisvaarders danken God ("Te lodiamo, gran Dio di vittoria").

## Geselecteerde opnamen
| Jaar | Bezetting (Arvino, Pagano, Viclinda, Giselda, Oronte)                                  | Dirigent, Operagezelschap en orkest                                     | Label                                  |
| ---- | -------------------------------------------------------------------------------------- | ----------------------------------------------------------------------- | -------------------------------------- |
| 1969 | Umberto Grilli Ruggero Raimondi Anna di Stasio Renata Scotto, Luciano Pavarotti        | Gianandrea Gavazzeni, Het Operaorkest van Rome                          | Audio-cd: Opera D'oro ASIN: B00000FBRS |
| 1971 | Jerome Lo Monaco Ruggero Raimondi Desdemona Malvisi Cristina Deutekom, Plácido Domingo | Lamberto Gardelli, Royal Philharmonic Orchestra en de Ambrosian Singers | Audio-cd: Philips Cat: 000942602       |
| 1996 | Richard Leech Samuel Ramey Patricia Racette June Anderson, Luciano Pavarotti           | James Levine, koor en orkest van de Metropolitan Opera                  | Audio-cd: Decca Cat: 455 287-2         |